# Allrams höjdarspel
Allrams höjdarspel är ett svenskt datorspel från 2004 som bygger på SVT:s julkalender Allrams höjdarpaket från samma år. Spelet utvecklades av Upside Studios i samarbete med Petter Lennstrand och utgavs av Pan Vision.

## Upplägg och innehåll
Spelet består av 25 minispel. Ett minispel finns tillgängligt från början medan resten går att låsa upp med koder som avslöjades varje dag fram till jul i julkalendern i TV och på SVT:s hemsida.

## Rollista
- Petter Lennstrand – Allram Eest
- Gustav Funck – Tjet / Abbe
- Morgan Alling – Bebbe
- Björn Carlberg – Lipton / Habib
- Gustav Lundkvist – Silvia
- Thomas Lundqvist – Franke
- Cecilia Olin – Ester
- Rebecka Hemse – Luleå
- Mona Seilitz – Bib
- Birgitta Andersson – Barbro
- Andreas Lindgren – Skudd

## Mottagande
Kritikerna var överlag inte imponerade på spelet och menade på att det krävdes fler och bättre minispel för att det skulle kunna fungera.
Östgöta Correspondentens recensent Mats Ernofsson gav spelet 5 av 10 i betyg och beskrev spelet som inte speciellt nyskapande, med många minispel som han sett förut men poängterade att det var en bra variation och att några av minispelen var riktigt bra men de flesta var för enformiga. Norrans recensent Gerth Hedberg beskrev minispelen som "rätt typiska" och menade på att spelet kommer uppskattas mest av de yngsta barnen. Sydsvenskans recensent Björn Hellström gillade inte spelet och menade på att kvaliteten var för ojämn med för många minispel som var för enkla. Arbetarbladets recensent menade på spelet var billigt och väntade sig mer än bara 25 minispel, dessutom menade hen på att spelvärdet var lågt och kontrollerna tröga.
MacWorlds recensent Pernilla Norin reagerade positivt på spelet och ansåg att hyllade i synnerhet Lennstrands dialog, som beskrevs som "otroligt fyndiga och pricksäkra", grafiken, karaktärerna och ljudsättningen.